# Andrew Hore
Pour les articles homonymes, voir Hore.

a Compétitions nationales et continentales officielles uniquement.

b Matchs officiels uniquement.
Dernière mise à jour le 4 octobre 2018.
Andrew Hore est né le 13 septembre 1978 à Dunedin (Nouvelle-Zélande). C’est un joueur de rugby à XV évoluant au poste de talonneur (1,83 m pour 110 kg).
Il est le frère de Charlie Hore, ancien demi d'ouverture d'Otago et de l'Arix Viadana. Originaire d'une famille de fermiers, c'est un rude combattant du pack, qui ne rechigne jamais à la tâche. Joueur de la vieille école néo-zélandaise, explosif, technique, intelligent, très dur à arrêter balle en main, il est devenu l'un des joueurs clés de l'équipe des All Blacks. Il a été élu meilleur joueur du Super 14 2008.

## Carrière

### En club
- 2001 : Crusaders
- 2002-2011 : Hurricanes et la province de Taranaki
- 2012-2013 : Highlanders

En 2006, il dispute le Super 14 avec les Hurricanes. Il a disputé 11 matchs pour cette équipe en 2003-2004 et autant en 2004-2005.

## Statistiques

### En équipe nationale
Il a joué avec l’équipe de Nouvelle-Zélande des moins de 16 ans (1994), des moins de 21 ans (1999), puis avec les All-Blacks entre 2002 et 2013.

De 2002 à 2013, Andrew Hore compte 83 sélections avec les All-Blacks, inscrivant 40 points. Avec les Kiwis, il dispute deux Coupe du monde en 2007 et 2011. Il participe à sept éditions du Tri-nations/Rugby Championship en 2006, 2007, 2008, 2009, 2011, 2012 et 2013.

## Palmarès
Andrew Hore remporte la Coupe du monde en 2011. Avec les All Blacks, il remporte également les éditions 2006, 2007, 2008 du Tri-nations, et 2012, 2013 du Rugby Championship, compétition qui succède au Tri-nations.

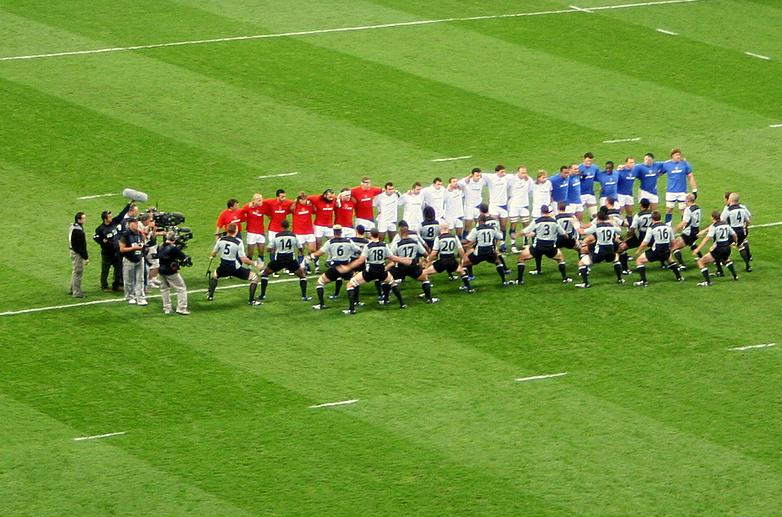
Quart-de-finale France - All Blacks en 2007.